# Mariana Speckmaier
Mariana Sofía Speckmaier Fernández (Florida, 26 de diciembre de 1997) es una futbolista profesional venezolana que juega como delantera en el club Valur de la Úrvalsdeild islandesa. Nacida en los Estados Unidos, es internacional absoluta con la selección femenina de Venezuela.

## Trayectoria
Speckmaier nació y creció en Florida, viviendo en la ciudad de Miami.

### Bachillerato y carrera universitaria
Speckmaier asistió a la Academia MAST en Miami, Florida y la Universidad Clemson en Clemson, Carolina del Sur.

### Profesional
En enero de 2021, Speckmaier fue seleccionada por Washington Spirit en el Draft de la NWSL de 2021.
El 21 de febrero de 2022, Speckmaier fichó por el club ruso CSKA Moscú con un contrato de dos años. Días después comenzó la invasión rusa de Ucrania en 2022, no se unió al lado moscovita y el trato fue cancelado.
En mayo de 2022, Speckmaier firmó con Valur de Islandia.

## Carrera internacional
Speckmaier representó a Venezuela en la Copa Mundial Femenina Sub-20 de la FIFA 2016. Hizo su debut con la selección mayor el 8 de abril de 2021.